# 福川町 (名古屋市)
福川町（ふくかわちょう）は愛知県名古屋市中川区にある町名。現行行政地名は福川町1丁目から福川町5丁目。住居表示未実施。

## 地理
名古屋市中川区の東部に位置し、東に八剱町、中川運河を挟んで西に福船町、南に玉川町、北に清川町に接する。

### 河川
- 中川運河

## 歴史
- 1930年（昭和5年）3月15日 - 南区中野新町・野立町・熱田新田東組の各一部により、同区福川町として成立する[5]。
- 1937年（昭和12年）10月1日 - 中川区に編入され、同区福川町となる[5]。

## 世帯数と人口
2019年（平成31年）2月1日現在の世帯数と人口は以下の通りである。
| 町丁   | 世帯数  | 人口  |
| ------ | ------- | ----- |
| 福川町 | 242世帯 | 531人 |

## 学区
市立小・中学校に通う場合、学校等は以下の通りとなる。また、公立高等学校に通う場合の学区は以下の通りとなる。
| 番・番地等 | 小学校               | 中学校                 | 高等学校 |
| ---------- | -------------------- | ---------------------- | -------- |
| 全域       | 名古屋市立玉川小学校 | 名古屋市立昭和橋中学校 | 尾張学区 |

## 交通
- 国道1号

## 施設
- 西濃運輸 名古屋西支店
- 愛知トヨタ 昭和橋店

## その他

### 日本郵便
- 郵便番号 : 454-0059[2]（集配局：中川郵便局[8]）。